# Denkmal für die Gefallenen im Deutsch-Französischen Krieg (Stolzenhain an der Röder)
Das Denkmal für die Gefallenen im Deutsch-Französischen Krieg ist ein Baudenkmal, das sich in der Dorfstraße im Ortsteil Stolzenhain an der Röder der Gemeinde Röderland im südbrandenburgischen Landkreis Elbe-Elster befindet. Im örtlichen Denkmalverzeichnis ist es unter der Erfassungsnummer 09135705 verzeichnet.
Gedenken soll das Kriegerdenkmal den gefallenen Dorfbewohnern des Deutsch-Französischen Krieges (1870/71). Errichtet wurde es im Jahre 1879. Es zeigt auf einem gestuften Sockel stehend die griechische Siegesgöttin Nike.
Sein Standort ist zusammen mit zwei weiteren Gefallenendenkmälern südlich der örtlichen Dorfkirche zu finden, die jeweils den gefallenen Dorfbewohnern des Ersten und Zweiten Weltkrieges gedenken sollen.

## Inschriften
| An der Frontseite des Sockels findet sich folgende Inschrift: |
| Wilhelm Franz Naumburger Füselier des 4. Thüringischen Infanterie-Regiments Nr. 72 gefallen am 18. August 1870 bei Gorze Johann August Scheffler Füselier des Magdeburgischen Füselier-Regiments Nr. 36 Schwer verwundet bei Chantraine am 18. August An den Wunden erlegen in Vernville Wilhelm Schumann Im Lazarett zu Gray gestorben |
| An der rechten Seite des Sockels findet sich die Inschrift: |
| Errichtet aus freiwilligen Beiträgen am 14. September 1879 |
| An der linken Seite des Sockels findet sich die Inschrift: |
| Dem Andenken Der im Kampfe gegen Frankreich 1870–1871 Ruhmvoll gefallenen Krieger |
| Auf der Rückseite des Sockels findet sich die Inschrift: |
| Untern Toden wir geboten Gruß und Dank von unserer Hand Die im Kampfe tapfer stritten Und den Heldentod erlitten. Für uns und das Vaterland |